# Kanton El Empalme
Der Kanton El Empalme befindet sich in der Provinz Guayas im zentralen Westen von Ecuador. Er besitzt eine Fläche von etwa 650 km². Im Jahr 2022 lag die Einwohnerzahl bei rund 79.800. Verwaltungssitz des Kantons ist die Stadt Velasco Ibarra mit 35.686 Einwohnern (Stand 2010).

## Lage
Der Kanton El Empalme liegt im Tiefland im äußersten Norden der Provinz Guayas. Der Hauptort Velasco Ibarra befindet sich knapp 20 km westlich der Stadt Quevedo. Der Río Daule begrenzt den Kanton im Westen. Die nördliche Kantonsgrenze bildet der Daule-Peripa-Stausee. Der Río Congo, ein linker Nebenfluss des Río Daule, durchquert das Kantonsgebiet in südwestlicher Richtung. Die Fernstraße E30 (Portoviejo–Quevedo) führt an Velasco Ibarra vorbei. Die E48 führt von Velasco Ibarra nach Süden über Balzar nach Guayaquil.
Der Kanton El Empalme grenzt im Südwesten an den Kanton Balzar, im Westen und im Nordwesten an die Provinz Manabí mit den Kantonen Pichincha und El Carmen sowie im Nordosten, Osten und Südosten an die Provinz Los Ríos mit den Kantonen Buena Fe, Quevedo und Mocache.

## Verwaltungsgliederung
Der Kanton El Empalme ist in die Parroquia urbana („städtisches Kirchspiel“)
- Velasco Ibarra

und in die Parroquias rurales („ländliches Kirchspiel“)
- El Rosario
- Guayas

gegliedert.

## Geschichte
Der Kanton El Empalme wurde am 23. Juni 1971 gegründet. Zuvor gehörte das Gebiet zum Kanton Balzar und ursprünglich zum Kanton Daule.
Entwicklung der Einwohnerzahl im Kanton El Empalme bei landesweiten Volkszählungen zum jeweiligen Gebietsstand:
| Jahr                    | Einwohner | +/-    |
| ----------------------- | --------- | ------ |
| 1974                    | 51.673    | –      |
| 1982                    | 52.619    | 1,8 %  |
| 1990                    | 57.231    | 8,8 %  |
| 2001                    | 64.789    | 13,2 % |
| 2010                    | 74.451    | 14,9 % |
| 2022                    | 79.767    | 7,1 %  |
| Datenherkunft: Wikidata |           |        |